# Okręg Autun
Okręg Autun (fr. Arrondissement de Autun) – okręg we wschodniej Francji. Populacja wynosi 95 000.

## Podział administracyjny
W skład okręgu wchodzą następujące kantony:
- Autun-Nord,
- Autun-Sud,
- Couches,
- Creusot-Est,
- Creusot-Ouest,
- Épinac,
- Issy-l'Évêque,
- Lucenay-l'Évêque,
- Mesvres,
- Montcenis,
- Saint-Léger-sous-Beuvray.